# Purba Medinipur
Purba Medinipur (Bengalisch: পূর্ব মেদিনীপুর, Pūrba Medinīpur; Englisch: Midnapore East) ist ein Distrikt im indischen Bundesstaat Westbengalen. Sitz der Distriktsverwaltung ist Tamluk. Er grenzt an den Bundesstaat Odisha und die westbengalischen Distrikte Pashchim Medinipur, Haora und Dakshin 24 Pargana.

## Geschichte
Der Distrikt Purba Medinipur (auch East Midnapore) entstand am 1. Januar 2002 durch die Teilung des vormaligen Distrikts Medinipur in einen westlichen und einen östlichen Teil aus den östlichen Gebieten des bisherigen Distrikts.

## Bevölkerung

### Einwohnerentwicklung
In den ersten Jahrzehnten des 20. Jahrhunderts wuchs die Bevölkerung nur schwach. Dies wegen Seuchen, Krankheiten und Hungersnöten. Seit der Unabhängigkeit Indiens hat sich die Bevölkerungszunahme beschleunigt. Während die Bevölkerung in der ersten Hälfte des 20. Jahrhunderts um rund 20 % zunahm, betrug das Wachstum in den fünfzig Jahren zwischen 1961 und 2011 160 %. Die Bevölkerungszunahme zwischen 2001 und 2011 lag bei 15,36 % oder rund 678.000 Menschen. Offizielle Bevölkerungsstatistiken werden seit 1901 geführt und veröffentlicht.
| Jahr      | 1901      | 1911      | 1921      | 1931      | 1941      | 1951      | 1961      | 1971      | 1981      | 1991      |
| Einwohner | 1.268.984 | 1.283.583 | 1.213.270 | 1.273.524 | 1.451.672 | 1.528.279 | 1.961.409 | 2.473.862 | 3.044.897 | 3.845.633 |

### Bedeutende Orte
Im Distrikt gibt es zwar 25 Orte, die als Städte (towns und census towns) gelten. Dennoch ist der Anteil der städtischen Bevölkerung im Distrikt sehr tief. Denn nur 592.714 der 5.095.875 Einwohner oder 11,63 % leben in städtischen Gebieten. Die sieben Orte mit mehr als 10.000 Einwohnern sind:

### Volksgruppen
In Indien teilt man die Bevölkerung in die drei Kategorien general population, scheduled castes und scheduled tribes ein. Die scheduled castes (anerkannte Kasten) mit (2011) 745.434 Menschen (14,63 Prozent der Bevölkerung) werden heutzutage Dalit genannt (früher auch abschätzig Unberührbare betitelt). Die scheduled tribes sind die anerkannten Stammesgemeinschaften mit (2011) 27.952 Menschen (0,55 Prozent der Bevölkerung), die sich selber als Adivasi bezeichnen. Zu ihnen gehören in Westbengalen 40 Volksgruppen. Da die anerkannten Stammesgemeinschaften im Distrikt nur sehr klein sind, zählen nur die Santal (13.726 Personen oder 0,22 % der Distriktsbevölkerung) mehr als 5000 Angehörige. Die Bhumij und Savar zählen jeweils mehr als 3000 Menschen. Eine nennenswerte Zahl von Angehörigen der anerkannten Stammesgemeinschaften zählt nur der Block Panskura (12.531 Personen oder 4,42 % Bevölkerungsanteil).

## Verwaltung
Der Distrikt ist in die vier Subdivisionen Contai, Egra, Haldia und Tamluk aufgeteilt. Diese wiederum sind weiter in insgesamt 25 Blocks und 5 kreisfreie Städte (Municipalities; Contai, Egra, Haldia, Panskura und Tamluk) aufgeteilt. Es gibt insgesamt 5 Municipalities (Stadtverwaltungen) und 223 Gram Panchayat (Dorfverwaltungen) in 3500 Dörfern gegliedert.